# دراغوتين توبيك
دراغوتين توبيك (بالصربية: Драгутин Топић) مواليد 12 مارس 1971 في بلغراد، جمهورية صربيا الاشتراكية، جمهورية يوغوسلافيا الاشتراكية الاتحادية، هو لاعب قفز عالي صربي. أفضل رقم شخصي له هو 2.38 م. شارك في دورة الألعاب الأولمبية.

## سجل المنافسة
| العام                               | المسابقة                                    | المكان                    | المركز          | ملاحظة          |                 |
| يمثل يوغوسلافيا                     | يمثل يوغوسلافيا                             | يمثل يوغوسلافيا           | يمثل يوغوسلافيا | يمثل يوغوسلافيا | يمثل يوغوسلافيا |
| ----------------------------------- | ------------------------------------------- | ------------------------- | --------------- | --------------- | --------------- |
| 1990                                | بطولة العالم للناشئين لألعاب القوى 1990     | بلوفديف                   | 1               | 2.37 م          |                 |
| 1990                                | بطولة أوروبا لألعاب القوى 1990              | سبليت                     | 1               | 2.34 م          |                 |
| 1991                                | بطولة العالم لألعاب القوى 1991              | طوكيو                     | 9               | 2.28 م          |                 |
| 1992                                | بطولة أوروبا لألعاب القوى داخل الصالات 1992 | جنوة                      | 3               | 2.29 م          |                 |
| يمثل الرياضيون الأولمبيون المستقلون |                                             |                           |                 |                 |                 |
| 1992                                | الألعاب الأولمبية الصيفية 1992              | برشلونة                   | 9               | 2.28 م          |                 |
| يمثل جمهورية يوغوسلافيا الاتحادية   |                                             |                           |                 |                 |                 |
| 1993                                | بطولة العالم لألعاب القوى 1993              | شتوتغارت, ألمانيا         | 26              | 2.20 م          |                 |
| 1994                                | بطولة أوروبا لألعاب القوى 1994              | هلسنكي, فنلندا            | 5               | 2.31 م          |                 |
| 1995                                | الألعاب الجامعية الصيفية 1995               | فوكوكا, اليابان           | 1               | 2.29 م          |                 |
| 1995                                | بطولة العالم لألعاب القوى 1995              | غوتنبرغ                   | 8               | 2.25 م          |                 |
| 1996                                | بطولة أوروبا لألعاب القوى داخل الصالات 1996 | ستوكهولم                  | 1               | 2.35 م          |                 |
| 1996                                | الألعاب الأولمبية الصيفية 1996              | أتلانتا, الولايات المتحدة | 4               | 2.32 م          |                 |
| 1997                                | بطولة العالم لألعاب القوى داخل الصالات 1997 | باريس                     | 3               | 2.32 م          |                 |
| 1997                                | بطولة العالم لألعاب القوى 1997              | أثينا, اليونان            | 22              | 2.23 م          |                 |
| 1999                                | بطولة العالم لألعاب القوى 1999              | إشبيلية, إسبانيا          | 4               | 2.32 م          |                 |
| 2000                                | بطولة أوروبا لألعاب القوى داخل الصالات 2000 | غنت                       | 3               | 2.34 م          |                 |
| 2000                                | الألعاب الأولمبية الصيفية 2000              | سيدني, أستراليا           | 21              | 2.20 م          |                 |
| يمثل صربيا والجبل الأسود            |                                             |                           |                 |                 |                 |
| 2004                                | الألعاب الأولمبية الصيفية 2004              | أثينا                     | 10              | 2.29 م          |                 |
| 2005                                | بطولة العالم لألعاب القوى 2005              | هلسنكي                    | 9               | 2.25 م          |                 |
| يمثل صربيا                          |                                             |                           |                 |                 |                 |
| 2007                                | بطولة العالم لألعاب القوى 2007              | أوساكا, اليابان           | 31              | 2.19 م          |                 |
| 2008                                | بطولة العالم لألعاب القوى داخل الصالات 2008 | بلنسية                    | 6               | 2.27 م          |                 |
| 2008                                | الألعاب الأولمبية الصيفية 2008              | بكين, الصين               | 25              | 2.25 م          |                 |
| 2012                                | الألعاب الأولمبية الصيفية 2012              | لندن, المملكة المتحدة     | —               | NM              |                 |

## روابط خارجية
- دراغوتين توبيك على موقع الاتحاد الدولي لألعاب القوى (الإنجليزية)
- دراغوتين توبيك على موقع الاتحاد الأوروبي لألعاب القوى (الإنجليزية)
- دراغوتين توبيك على موقع اللجنة الأولمبية الدولية (الإنجليزية)
- دراغوتين توبيك على موقع أوليمبيديا (الإنجليزية)
- دراغوتين توبيك على موقع اللجنة الأولمبية الصربية (الصربية)